# San Giuliano Terme
San Giuliano Terme là một đô thị ở tỉnh Pisa trong vùng Toscana thuộc Ý, có cự ly khoảng 60 km về phía tây của Florence và khoảng 7 km về phía đông bắc của Pisa. Tại thời điểm ngày 31 tháng 12 năm 2004, đô thị này có dân số 30.757 người và diện tích là 91,7 km².
San Giuliano Terme giáp các đô thị: Calci, Capannori, Cascina, Lucca, Pisa, Vecchiano, Vicopisano.